# أمين قنيشي
أمين قنيشي مصارع تونسي من مواليد 16 مارس 1999. تحصل في 8 جويلية 2023 على الميدالية الذهبية في دورة الألعاب العربية 2023.

## مواضيع ذات صلة
- تونس في دورة الألعاب العربية 2023